# 潮崎哲也
潮崎 哲也（しおざき てつや、1968年11月26日 - ）は、徳島県鳴門市出身の元プロ野球選手（投手、右投右打）。現在は埼玉西武ライオンズのシニアアドバイザーを務める。
現役時代は西武ライオンズに所属し「魔球」と称されたシンカーを駆使した投球術で西武の黄金期を支えた。ソウルオリンピック野球の銀メダリスト。

## 経歴

### アマチュア時代
鳴門高校ではスリークォーターのオーソドックスなフォームからストレートと変化の大きいカーブ以外に決め球がなく、控え投手兼外野手という時期が続いた。このためフォークボールやパームを習得に励んだがうまく行かなかったという。2年時に首脳陣から「目先を変える意味で、横でも下からでも投げておけ」 と指示されたことでサイドスローに転向した。転機は3年生の春に高松西高との練習試合を行なった際、同じサイドスローの相手投手がシンカーを投げていたことから、監督から「お前も同じようなタイプだから、シンカーを投げろ」と勧められて挑戦したという。カーブと逆に手首を捻って中指と薬指から抜くような独特の投げ方を試すと、1球目から驚くほど落ちるシンカーが投げられ、楽に三振が取れるようになり、同年夏の徳島大会でチームが決勝まで進む原動力となった。なお、決勝では池田高校に敗れて甲子園出場はならなかった。
卒業後は松下電器に入社し、同社保有の社会人野球チーム松下電器野球部へ入部。勤務先の潮崎の月給は11万円強と高額ではなかったものの好きな野球ができて嬉しかったという。高卒同期に水本勝己、原井和也がいた。監督の鍛治舎巧に素質を評価されて1年目から先発を務め、1987年の都市対抗野球大会に出場して2回戦では先発が打ち込まれて1回から救援登板すると2回を1失点に抑えたがチームは優勝したヤマハに敗れた。ストレートの球速が10km以上速くなり、150km近くのストレートと40～50km遅い100km台のシンカーとのコンビネーションで相手打者を幻惑し、社会人野球を代表する投手として注目される。 1988年の都市対抗では1回戦で酒井勉が先発した日立製作所を完投で破って勝利投手となったが、2回戦では同大会の久慈賞を受賞したNTT東海の上原勝男（NTT北陸から補強）と投げ合って敗戦投手となっている。
同年のソウルオリンピック（以下、五輪）では、潮崎は19歳という史上最年少で日本代表に選ばれ、同じメンバーで参加した五輪直前のIBAFワールドカップで好投。特に対オランダ戦では6回1/3を投げて12個の三振を奪うなど、シンカーが威力を発揮した。五輪では野茂英雄や石井丈裕と共に先発ローテーションを構成し、予選リーグ第3戦の対オランダ戦で先発して5回を2安打8奪三振の内容で勝利投手となった。また、同大会では予選リーグ第1戦以外の4試合全てに登板して8回2/3を投げ1失点と、影のMVPと呼ばれるほどの活躍で銀メダル獲得に貢献した。なお、決勝の対アメリカ戦では6回から2イニングを完璧に抑えたが、鈴木義信監督が迷いながら続投させた8回にティノ・マルティネスに外角低めの直球を打たれ、左翼席上段まで届く本塁打にされている。
翌1989年の都市対抗では大阪府予選の第一代表決定戦で野茂と投げ合い、この試合は12三振を奪いながら敗れたものの本大会に出場。準決勝でプリンスホテルと対戦し、10回1/3を投げ抜いた末に敗戦投手となった。同年は野茂や与田剛とともに「社会人三羽ガラス」と並び称され、1989年度ドラフト会議にて西武から1位指名を受けて入団。契約金、年俸はそれぞれ7,800万円、840万円（いずれも推定）で、担当スカウトは浦田直治と鈴木照雄だった。西武が潮崎を指名した経緯としては、当初は野茂の獲得に動いていたものの8球団が競合となったことを嫌い、また当時の西武は先発陣と打線は揃っていたものの、中継ぎと抑えの投手陣が貧弱だったというチーム事情で潮崎の一本釣りに切り替えたというものである。背番号は松沼雅之が着けていた16になっている。社会人時代に野茂や与田、佐々岡真司らの投球を目の当たりにしていた事で、プロ入り後に気持ちの余裕が生まれたという。

### プロ入り後
1990年（1年目）は、西武のドラフト1位投手としては森繁和以来の11年ぶりとなる開幕一軍入りを果たした。4月14日の平和台野球場での対福岡ダイエーホークス戦で初登板し、ブルペンでの投球練習がわずか10球だったにもかかわらず2回1/3を2安打無失点、4奪三振に抑えている。2回目の登板となった4月24日の西宮球場での対オリックス・ブレーブス戦では山越吉洋に本塁打を打たれるも、2回1/3をこの1失点に抑えてプロ初勝利を挙げた。さらに7月5日の西宮での対オリックス戦では、同日2本塁打を放っていた門田博光を含むブルーサンダー打線を相手に新人としては1962年の尾崎行雄以来となる8連続奪三振を記録した。だが、7回に9人目の代打・柴原実にレフト前ヒットを許して日本タイ記録はならなかったが、翌日のスポーツ紙などで大きく報じられ、これをきっかけに潮崎の人気と知名度が上昇した。鹿取義隆とともにダブルストッパーを務め、主にセットアッパーとして鹿取の最多セーブ投手獲得を支えた。リーグ優勝を決めた9月23日の西武球場での対日本ハムファイターズ戦では、最後に鹿取が登板する予定だったが、1死1、2塁の場面で田中幸雄をゲッツーに打ち取ったため潮崎が胴上げ投手となった。同年の日本シリーズでは、第2戦で4回途中から2番手として登板し、4回2/3を投げて被安打2、自責点2の内容で勝利投手となった。第4戦でも7回から3イニングを無失点に抑え、シリーズ初セーブを挙げるとともに胴上げ投手になっている。なお、レギュラーシーズンと日本シリーズ双方で胴上げ投手となった新人は1975年の山口高志以来、史上2人目だった。同年は最優秀新人の選考は野茂に敗れたものの、102回2/3を投げて123奪三振、防御率1.84の活躍でパシフィック・リーグ会長特別賞を受賞した。
1991年は、疲れさえ残さなければ前年並の成績を残せると自信を持って鹿取とともに自主トレを行ない、所沢キャンプでは体力向上に努めた。しかしキャンプに入ると納得の行くストレートが投げられず、2月26日の紅白戦初登板では辻発彦、奈良原浩、安部理に3連続盗塁を喫するなど、3回4失点の不本意な内容に終わった。前年の投球フォームをビデオで確認するなど修正に務めたが、シーズンの防御率は4.48と悪化した。同年の日本シリーズでは第2戦で1回を無失点に抑えた。第4戦では2回を投げ3連打を含む4安打3失点で決勝点を奪われたものの、敗戦投手にはなっていない。同年の契約更改では中継ぎだけでなく先発ローテーションの谷間も埋めたフル回転の働きが評価され、年俸は1,300万円増の4,100万円（推定）となった。
1992年はシンカーのキレが今ひとつだったが、初の二桁セーブを挙げた。同年の日本シリーズでは抑えの切り札として第4戦までのうち3試合に登板し、シンカーの復調もあっていずれも無失点に抑えて2セーブを挙げている。しかし、大宮龍男と組んだ第5戦では連投の疲れから球威が落ちたストレートを狙われ、3イニング目に入った延長10回に池山隆寛に決勝点となる本塁打を浴びて敗戦投手となった。続く第6戦でも延長10回に高校の先輩である秦真司にサヨナラ本塁打を打たれている。オフには年俸6,500万円（推定）で契約を更改した。
1993年には杉山賢人が入団し、鹿取と3人で勝ち試合の終盤を任されるようになり、「サンフレッチェ」と呼ばれた。森監督の起用法にも支えられて安定感の高い救援トリオを形成し、潮崎はいずれもキャリアハイとなる53試合登板、防御率1.18の成績を残している。なお、優勝がかかった10月6日の対近鉄バファローズ戦では延長10回にラルフ・ブライアントを迎えた場面で一時左翼手の守備に就くという珍しい経験をしている。この年の日本シリーズは第3戦から第7戦まで5試合連続で登板し、そのうち第4戦から第6戦まではサンフレッチェが揃って登板した。シリーズでは計6回2/3を投げ自責点2、2セーブの内容で優秀選手賞を受賞している。またオフには身体障害者などを招待する「潮崎シート」を西武球場に新設し、所沢市に運用を委託した。
1994年は2年連続で50試合に登板し、防御率2.39と安定した成績を残している。同年の日本シリーズは3試合で3回2/3を投げ自責点1で、勝敗やセーブはつかなかった。オフには1,000万円増の年俸1億円（推定）で契約を更改し、清原和博と並ぶ球団史上最速の6年目で1億円の大台に達した。
1995年はオールスターゲームに初選出を果たし、第2戦で1回を投げている。シーズン通算では5勝6敗12セーブと負け越したものの、防御率が2年振りに1点台（1.92）を記録し、奪三振率も9.73と高かった。
1996年は、東尾監督の方針で鹿取に代わるクローザーに指名された。しかし肩痛による調整遅れやプレッシャーなどもあり、シーズン序盤は18試合に登板して1勝4敗6セーブ、防御率6.00と不振に苦しみ6月2日には自身初となるケガ以外での二軍落ちを経験した。二軍での調整を経て6月13日に一軍に復帰すると翌日の福岡ドームでの対ダイエー戦で3回2/3を1安打無失点に抑え、続く6月16日の対ダイエー戦でも1回を零封した。この試合の後に先発転向を命じられ、6月21日の西武球場での対日本ハム戦で8回を2安打無失点に抑える好投を見せている。7月10日の対日本ハム戦では7回2/3まで完全試合の内容で投げるなど先発として一定の成果を残したが、8月からはリリーフに戻った。
1997年は前年オフに台湾プロ野球で最多セーブを記録したロバート・ウィッシュネフスキーを獲得、また同じく前年に石井貴がリリーフとして台頭してきたこともあり、東尾監督の勧めと潮崎の希望から先発に転向した。4月15日の対日本ハム戦では7回2/3を投げて4安打無失点で初勝利を挙げ、順調なスタートを切っている。5月18日の西武球場での対ロッテ戦では被安打2で初の完封勝利を記録するなど白星を重ね、8月28日の対ダイエー戦は9回途中まで1失点に抑える内容で先発のみで初の二桁勝利を達成した。同年は自己最多の12勝を挙げ、防御率はリーグ3位の2.90を記録した。同年の日本シリーズは第2戦に先発し、1失点ながら6安打を浴びて3回で降板。第4戦では新谷博の後を受けて2番手として登板し、2/3回を投げて2安打1死球で満塁となったが杉山が後続を断った。また、オフには翌年のアジア大会の日本代表合宿に参加し、立石尚行にシンカーを教授している。
1998年は西口文也に次ぐ先発2番手として期待されたが、前年を下回る7勝に終わったが後半戦中継ぎに回りリーグ優勝に貢献した。日本シリーズでは2連敗で迎えた第3戦に先発し、緩急や高めの球をうまく使って横浜ベイスターズのマシンガン打線を抑えた。オフには、同年取得したFA権を行使した上でチームに残留している。
1999年は高速シンカーを習得し、4月18日の対日本ハム戦では8回を投げて4安打1失点の好投を見せたが、高速シンカーを覚えたことにより本来投げていたシンカーのキレが悪くなり痛打が目立ちシーズン通算では5勝に終わっている。
2000年4月30日の西武ドームでの対千葉ロッテマリーンズ戦で1000投球回を達成。
2001年頃からは投球の計算が立ちにくくなり、不安を抱えながら投げることが多くなったという。また、点差をつけられた場面などでの起用が増えていった。
2002年は石井貴の故障などから13試合に先発し、4月27日の対日本ハム戦では1年半ぶりに先発勝利を上げた。
2004年は9月上旬に球団から引退を打診され、力の衰えを実感していた事もあってあっさり受け入れた。9月21日の西武ドームでの対ロッテ戦が潮崎にとって引退試合となった。この試合、潮崎は1打席限定の登板で先発し同じく引退打席の佐藤幸彦にシンカーとストレートを投げて右飛に打ち取り、試合後に胴上げされている。

### 引退後
西武の編成部調査担当に就任した。
2005年には西武ジュニアの監督を務めた。
2007年にグッドウィル（西武二軍）の投手コーチに就任。
2008年、一軍投手コーチ（ブルペン）に昇格。5月24日の対巨人戦の始球式では巨人一軍打撃コーチの篠塚和典と対決し、左中間へのヒットを打たれた。
2010年は一軍投手コーチ（ベンチ）を務めた。2009年はパシフィック・リーグワースト記録となる14回のサヨナラ負けを喫するなど中継ぎ陣の弱さが目立ち、2010年はチーム防御率が前身のクラウンライターライオンズ時代以来33年ぶりの最下位に低迷した。また救援防御率は4.15、5.31、5.08と低迷し、3年連続でチーム救援防御率リーグ最下位に終わっている。
2011年から2012年までは西武の編成部にプロ担当として在籍。
2013年からは、同球団の二軍監督として3シーズンぶりに現場へ復帰。
2015年10月13日に翌2016年の一軍ヘッド兼投手コーチ就任が発表された。
2017年・2018年には再び二軍監督を務めた。2017年シーズンの途中からは森慎二一軍投手コーチの急死により西口文也二軍投手コーチが一軍投手コーチに昇格したため、二軍投手コーチも兼任した。
2019年からは松井稼頭央の二軍監督就任に伴ってフロント入りし、編成グループトップのディレクターに就任した。

## 選手としての特徴

### 投球スタイル
右のサイドスローから150km/h近い速球と100km/h前後の球速で50cm近くも沈むシンカー、130km/h台のスライダーを投げ分け、リリーフおよび先発で活躍した。プロでの先発転向後、1999年には120km/h台の高速シンカーも習得した。サイドスローのフォームは鹿取義隆や斎藤雅樹を参考にし、横から投げるためシンカーが浮き上がるようなイメージを作り出していた。
リリーフの時は打球を前に飛ばさない事を第一に考え、カウントを取る球も勝負球もシンカーで見逃されて四球になるリスクと隣合わせの投球スタイルだった。一方で先発の時は走者を貯めないことを先決にし、投球の組み立てにおけるシンカーの比重が相対的に小さくなった。リリーフの心構えについては鹿取から教えられたことが役立ったといい、打たれても落ち込まない姿勢や投球に対するシンプルな考え方を学んでいる。
打たれても悔やんで引きずることはなく、抑えたら自分の力だと思うほど開き直りの良い性格で、プロ入り1年目から1994年まで監督を務めた森祇晶からも精神力の強さはチームで一番と評されていた。右投げのアンダーハンドの投手は「左打者に相性が悪い」という定説があったが、潮崎はそれほど苦にしなかった。加えて潮崎はホームランバッターもそれほど苦にしなかった一方で、空振りが取れなかった新井宏昌は対戦したプロ選手の中で印象に残っているという。

### シンカー
潮崎の最大の持ち味として、「魔球」あるいは「伝家の宝刀」と称されたシンカーが挙げられる。
遅いシンカーはカーブと逆の握りで逆に手首を捻って中指と薬指から抜くバルカンチェンジのような独特の投げ方で、軌道もスライダーのようにスッと沈むオーソドックスなものではなく、一度浮かんで沈むようなカーブに近い軌道だった。右に沈むため自身はシンカーと呼んでいたが、一般的なシンカーとは別の球種だと指摘されることもあった。
松沼雅之は「パームボールのように揺れながら浮き上がりフォークボールのようなスピードで落ちる球」と表現し、森繁和は「スピードはないものの、一度浮き上がってから落ちる。横から見るとカーブのようだった。サイドスローからの独特な、見たことのないボールだった」と評している。山田久志は「潮崎や高津のシンカーはチェンジアップだ」とテレビ番組で述べたことがあり、同じ番組の取材でそれを聞いた潮崎も「チームのスコアラーもチェンジアップと記録していた」と述べ否定しなかった。
国際試合などでは2巡目からシンカーにタイミングを合わされる事がしばしばあり、リリーフとしての短いイニングの起用で威力がより発揮された面もあったという。なお、高速シンカーはストレートに近い握りで、リリースの瞬間に手首を被せるように投げていた。潮崎曰く、自身のシンカーのルーツとなったのは水島新司の野球漫画「ドカベン」に登場する里中智が得意とする『さとるボール』であるという。
西武時代の清原和博は潮崎のシンカーを「ボールがホームベース直前で視界から消える。消える球は打てない」と評し、「同じチームでよかった」と言わしめた。門田博光は潮崎のシンカーを苦手とし、潮崎がボールを投げた瞬間にバッターボックスの一番前まで移動して打とうとしたことがあったものの、打つことができなかった。野村克也はヤクルトの監督を務めていた1992年のユマでの春季キャンプにおいて、当時プロ入り2年目で決め球を持っておらず「お前にはスピードがないから緩急をつけろ」と指示してきた高津臣吾に対し「潮崎はなぜ抑えられる?真っすぐとシンカーだけなのに」と問うた。同年の日本シリーズで西武と対戦した際にも「ああいうシンカーを覚えろ」とアドバイスを送り、高津もこれを聞き入れて独学での習得に励み、1年でのマスターに成功した。
他にも西武での同僚・関係者や相手チームの選手からは、「一度浮き上がってきて、目線から消えた。それで完全に上体が起こされてしまって。ファウルで逃げ粘るのが精いっぱいやった」（福良淳一）、「一度フワッと浮いて、ストライクゾーンに落ちてくる。それまで見たことがない軌道だった。まさに魔球だよね」（渡辺久信）、「抜けたと思ったらボールからストライクゾーンに入ってくる。想定外の変化をする。打席でのけぞったのはあの球ぐらい」（小川博文）、「左ピッチャーのように曲がる。西武時代に潮崎さんのボールを（捕手として）受けていたけど、あの曲がりは特殊」（和田一浩）と評されている。
潮崎は現役時代にチームの勉強会で投手コーチからシンカーの握りを公開するように求められた際、「同じチーム内でもライバル。メシの種は教えられない」とこの要求を突っぱねたことがあったが、引退後に行われたあるインタビューで「シンカーを伝授したいと思ったことは?」と問われた際には「一子相伝じゃないし、自分の代でこの変化球を終わらせたくはないから、伝授したい気持ちは重々ある」と答えている。実際投げ方を教わりにきた投手は少なくなかったため惜しまずにボールの握り方を教えたが、彼のようなシンカーを投げる者は現れず、その理由として潮崎のように薬指の柔らかさを持つ投手はおらず、ボールをリリースする際にうまく抜くことができないため、回転力を止めてしまうことが挙げられた。2005年に中日から西武に移籍してきた正津英志は「いろいろとマネしてみましたが、潮崎さんのシンカーを投げられませんでした」とコメントしている。

## 人物
身長176cm、体重68kg（入団1年目）の細身の体に加えジャニーズ系の甘いルックスで絶大な人気を誇った。新人時代の潮崎は1週間に40通以上のファンレターが届き、スポーツタオルなどのプレゼントも大量に贈られた。スポーツ雑誌の「人気選手ランキング」ではトップ3の常連で、登板時に潮崎の名前がコールされるとスタンドから黄色い歓声が起こった。当時のプロ野球選手では珍しい「かわいい系」の風貌で女性ファンのハートをがっちりつかんだが、ピンチに動じないメンタルに加え、大きな故障がなく体も強かった。1年目のロッテ戦で西村徳文に内角球を投じて険悪な雰囲気になるも後続を抑えて、ベンチに帰る際におどけながらロッテベンチに向けて帽子を取る仕草をしたところマイク・ディアズが怒って走り寄っている。
握力が30kgしかなく、1年目のキャンプではバーベルを上げられなかったという逸話もある。
私生活では2人の息子がおり、潮崎が現役引退時に少年野球をしていた長男には力の衰えを理解してもらえなかったという。
大久保博元が2021年7月に公式YouTubeチャンネルに公開した動画によると、母子家庭出身の元プロ野球選手のコミュニティの中で最も性格が良いという。

## 詳細情報

### 年度別投手成績
| 年 度     | 球 団     | 登 板 | 先 発 | 完 投 | 完 封 | 無 四 球 | 勝 利 | 敗 戦 | セ 丨 ブ | ホ 丨 ル ド | 勝 率 | 打 者 | 投 球 回 | 被 安 打 | 被 本 塁 打 | 与 四 球 | 敬 遠 | 与 死 球 | 奪 三 振 | 暴 投 | ボ 丨 ク | 失 点 | 自 責 点 | 防 御 率 | W H I P |
| --------- | --------- | ----- | ----- | ----- | ----- | -------- | ----- | ----- | -------- | ----------- | ----- | ----- | -------- | -------- | ----------- | -------- | ----- | -------- | -------- | ----- | -------- | ----- | -------- | -------- | ------- |
| 1990      | 西武      | 43    | 1     | 0     | 0     | 0        | 7     | 4     | 8        | --          | .636  | 416   | 102.2    | 70       | 4           | 40       | 4     | 7        | 123      | 0     | 0        | 25    | 21       | 1.84     | 1.07    |
| 1991      | 西武      | 45    | 3     | 1     | 0     | 0        | 10    | 3     | 5        | --          | .769  | 390   | 92.1     | 90       | 12          | 30       | 3     | 2        | 60       | 3     | 0        | 47    | 46       | 4.48     | 1.30    |
| 1992      | 西武      | 47    | 3     | 0     | 0     | 0        | 6     | 2     | 10       | --          | .750  | 430   | 107.0    | 89       | 8           | 26       | 3     | 4        | 95       | 1     | 0        | 41    | 35       | 2.94     | 1.07    |
| 1993      | 西武      | 53    | 0     | 0     | 0     | 0        | 6     | 3     | 8        | --          | .667  | 332   | 83.2     | 63       | 2           | 24       | 6     | 3        | 64       | 2     | 0        | 14    | 11       | 1.18     | 1.04    |
| 1994      | 西武      | 50    | 1     | 0     | 0     | 0        | 4     | 2     | 1        | --          | .667  | 309   | 75.1     | 65       | 5           | 26       | 4     | 5        | 56       | 2     | 0        | 20    | 20       | 2.39     | 1.21    |
| 1995      | 西武      | 45    | 0     | 0     | 0     | 0        | 5     | 6     | 12       | --          | .455  | 277   | 70.1     | 48       | 1           | 21       | 6     | 1        | 76       | 4     | 0        | 18    | 15       | 1.92     | 0.98    |
| 1996      | 西武      | 43    | 4     | 0     | 0     | 0        | 8     | 6     | 11       | --          | .571  | 337   | 85.2     | 61       | 10          | 24       | 4     | 7        | 72       | 0     | 1        | 28    | 27       | 2.84     | 0.99    |
| 1997      | 西武      | 27    | 26    | 5     | 1     | 1        | 12    | 7     | 0        | --          | .632  | 720   | 174.0    | 157      | 18          | 49       | 2     | 10       | 108      | 1     | 0        | 60    | 56       | 2.90     | 1.18    |
| 1998      | 西武      | 27    | 17    | 2     | 1     | 0        | 7     | 5     | 0        | --          | .583  | 519   | 122.1    | 130      | 13          | 35       | 0     | 4        | 76       | 1     | 2        | 59    | 55       | 4.05     | 1.35    |
| 1999      | 西武      | 20    | 9     | 1     | 0     | 0        | 5     | 3     | 0        | --          | .625  | 322   | 74.1     | 92       | 10          | 16       | 0     | 4        | 54       | 0     | 0        | 40    | 38       | 4.60     | 1.45    |
| 2000      | 西武      | 24    | 13    | 0     | 0     | 0        | 3     | 6     | 0        | --          | .333  | 334   | 82.0     | 77       | 5           | 14       | 0     | 5        | 52       | 0     | 0        | 36    | 26       | 2.85     | 1.11    |
| 2001      | 西武      | 21    | 2     | 0     | 0     | 0        | 1     | 0     | 0        | --          | 1.000 | 154   | 36.1     | 43       | 3           | 8        | 1     | 1        | 29       | 0     | 0        | 18    | 18       | 4.46     | 1.40    |
| 2002      | 西武      | 28    | 13    | 0     | 0     | 0        | 6     | 5     | 0        | --          | .545  | 319   | 81.0     | 62       | 7           | 12       | 1     | 1        | 59       | 0     | 0        | 40    | 35       | 3.89     | 0.91    |
| 2003      | 西武      | 37    | 4     | 0     | 0     | 0        | 1     | 3     | 0        | --          | .250  | 222   | 50.0     | 55       | 6           | 18       | 1     | 6        | 29       | 1     | 0        | 28    | 27       | 4.86     | 1.46    |
| 2004      | 西武      | 13    | 1     | 0     | 0     | 0        | 1     | 0     | 0        | --          | 1.000 | 60    | 12.1     | 20       | 2           | 5        | 1     | 0        | 14       | 1     | 0        | 10    | 9        | 6.57     | 2.03    |
| 通算:15年 | 通算:15年 | 523   | 97    | 9     | 2     | 1        | 82    | 55    | 55       | --          | .599  | 5141  | 1249.1   | 1122     | 106         | 348      | 36    | 60       | 967      | 16    | 3        | 484   | 439      | 3.16     | 1.18    |

- 各年度の太字はリーグ最高

### 表彰
- パ・リーグ連盟特別表彰：1回 （新人特別賞：1990年）
- 日本シリーズ優秀選手賞：1回 （1993年）

### 記録
初記録
- 初登板：1990年4月14日、対福岡ダイエーホークス1回戦（平和台球場）、6回裏2死に3番手として救援登板、2回1/3を無失点
- 初奪三振：同上、7回裏に藤本博史から
- 初勝利：1990年4月24日、対オリックス・ブレーブス1回戦（西宮球場）、6回裏に4番手として救援登板、2回1/3を1失点
- 初先発：1990年7月18日、対近鉄バファローズ15回戦（西武ライオンズ球場）、2回4失点で敗戦投手
- 初セーブ：1990年7月29日、対オリックス・ブレーブス14回戦（西宮球場）、6回裏1死に救援登板、3回2/3を無失点
- 初先発勝利・初完投勝利：1991年9月3日、対オリックス・ブルーウェーブ24回戦（西武ライオンズ球場）、9回1失点
- 初完封勝利：1997年5月18日、対千葉ロッテマリーンズ9回戦（西武ライオンズ球場）[37]

節目の記録
- 1000投球回数：2000年4月30日、対千葉ロッテマリーンズ5回戦（西武ドーム）　※史上282人目
- 500試合登板：2003年8月10日、対千葉ロッテマリーンズ21回戦（千葉マリンスタジアム）、9回裏に3番手として救援登板・完了、1回無失点　※史上72人目

その他の記録
- 8連続奪三振：1990年7月5日、対オリックス・ブレーブス12回戦（西宮球場）
- オールスター出場：1回（1995年）

### 背番号
- 16 （1990年 - 2004年）
- 86 （2007年 - 2010年、2013年 - 2018年）